# Change (Saône-et-Loire)
Change é uma comuna francesa na região administrativa de Borgonha-Franco-Condado, no departamento de Saône-et-Loire. Estende-se por uma área de 6,56 km². Em 2010 a comuna tinha 223 habitantes (densidade: 34 hab./km²).